# Boyfriend -part II-
Singles de Crystal Kay
Girl U Love
(2002) I Like It
(2003)
Boyfriend -part II- est le 10e single de la chanteuse Crystal Kay sorti sous le label Sony Music Entertainment Japan le 22 janvier 2003 au Japon. Il atteint la 23e place au classement de l'Oricon et reste classé dix semaines.
Boyfriend -part II- est présente sur l'album 4 Real et sur les compilations CK5 et Best of Crystal Kay.

## Liste des titres
Toutes les paroles sont écrites par Nishio Saeko.
| 1. | Boyfriend -part II-                        | Sylvia Bennett-Smith, Reed Vertelney | 4:59 |
| 2. | Boyfriend -partII- (MAESTRO-T Remix)       | Sylvia Bennett-Smith, Reed Vertelney | 4:13 |
| 3. | Boyfriend -partII- (Nice & Smooth Version) | Sylvia Bennett-Smith, Reed Vertelney | 4:07 |